# Monsenhor Luiz Lucena Dias

Monsenhor Luiz Lucena Dias trajando veste eclesiástica própria de seu título honorífico: capelão de Sua Santidade, Papa João Paulo II.

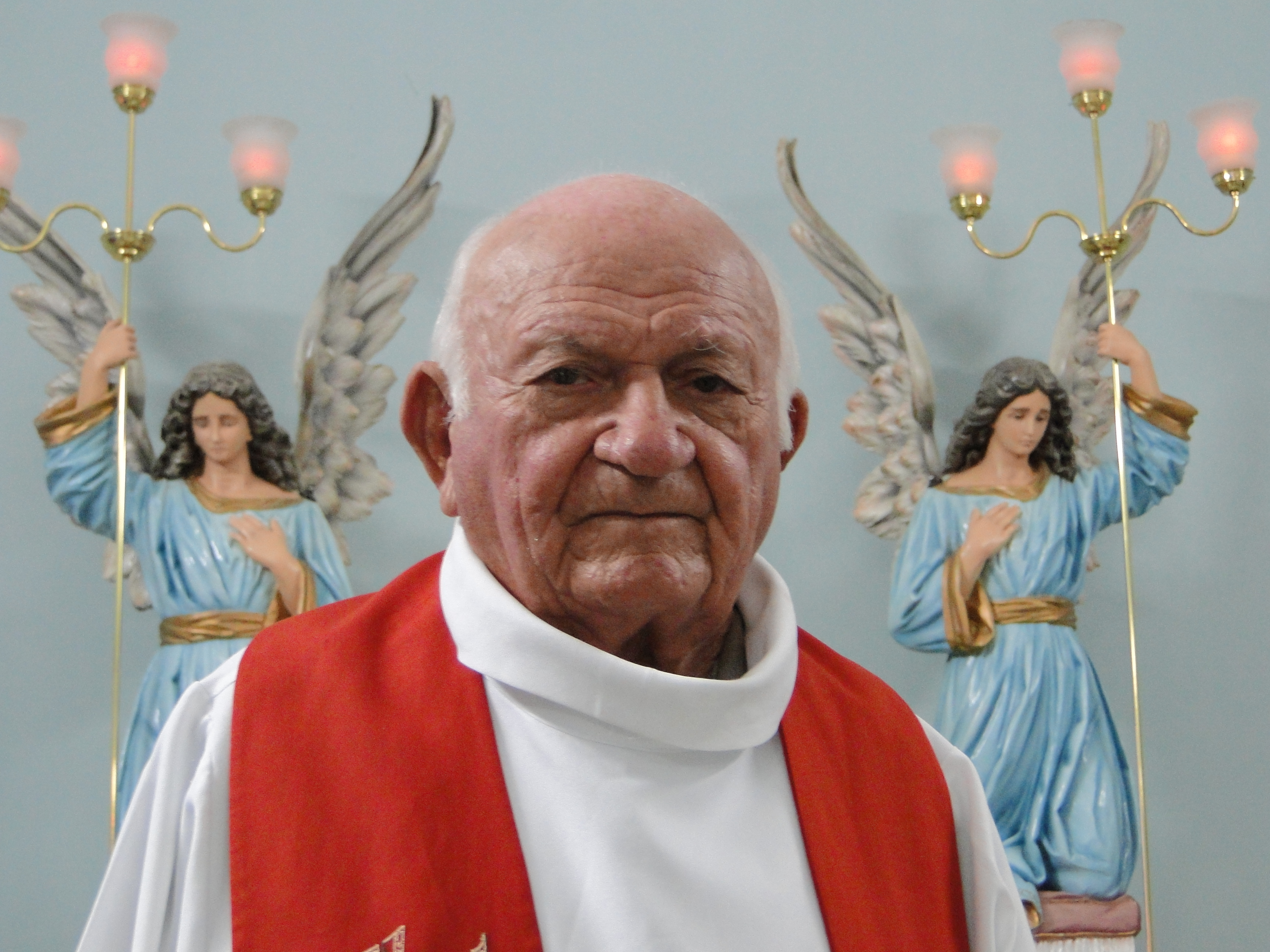
Monsenhor Luiz Lucena Dias, o apóstolo do Mato Grande

Luiz Lucena Dias (Pirpirituba, 5 de junho de 1927 – Natal, 29 de dezembro de 2017), conhecido como Apóstolo do Mato Grande, foi um sacerdote católico brasileiro da Arquidiocese de Natal. Destacou-se pelo longo ministério presbiteral na região do Mato Grande, especialmente no município de João Câmara, onde atuou como pároco por quase meio século.

## Biografia e formação
Filho de Eustáquio Dias Fernandes e Noêmia Lucena, nasceu no estado da Paraíba, mas mudou-se com a família para Natal, Rio Grande do Norte , aos sete anos de idade. Realizou seus estudos primários na Escola Isabel Godin e, posteriormente, ingressou no Seminário de São Pedro. Completou os cursos de Filosofia e Teologia no Seminário de Fortaleza.

Monsenhor Lucena na Praça de São Pedro, Vaticano, em concelebração eucarística com o Papa João Paulo II, na beatificação dos Mártires de Cunhaú e Uruaçu, em 5 de março de 2025 (foto: arquivo do Monsenhor Lucena)

Foi ordenado presbítero no dia 8 de dezembro de 1955, na Igreja Matriz de Nossa Senhora da Apresentação (Antiga Catedral), em Natal, por Dom Eugênio de Araújo Sales. Seu lema sacerdotal era: “Sou o que sou pela graça de Deus” (1Cor 15,10).

## Atuação pastoral
Iniciou seu ministério como vigário cooperador da Paróquia de Nossa Senhora da Conceição, em Ceará-Mirim. Nos anos seguintes, passou por diversas paróquias, como São Rafael, Taipu e Touros. Em 1958, assumiu a Paróquia de Nossa Senhora Mãe dos Homens, em João Câmara, onde permaneceu como pároco por 48 anos.
Durante seu paroquiato, esteve à frente de diversas iniciativas educacionais e sociais. Em 1959, criou a Escola Comercial de João Câmara, que mais tarde deu origem ao Colégio Comercial João XXIII. Em 1969, fundou a Maternidade Noêmia Lucena, voltada ao atendimento materno-infantil. Também trouxe para a cidade as Irmãs do Imaculado Coração de Maria.

## Contribuições sociais e eclesiais
Monsenhor Lucena foi responsável por iniciativas pastorais como a implantação da Pastoral da Criança, a Renovação Carismática Católica, a Pastoral do Dízimo e a Pastoral da Comunicação na região. Participou da fundação da Associação Norteriograndense de Apicultores (ANA) e colaborou com a fundação do Sindicato dos Trabalhadores Rurais de João Câmara. Atuou ainda como vigário episcopal da Região Norte da Arquidiocese. 
Recebeu o título de monsenhor em 1979, durante as comemorações do cinquentenário da paróquia. 
Nos abalos sísmicos de 1986, ocorridos em João Câmara, Monsenhor Lucena permaneceu junto ao povo, dando auxílio espiritual e humano aos habitantes locais que não tinham para onde ir. 
Em 2000, foi homenageado como Apóstolo do Mato Grande pela Câmara de Dirigentes Lojistas de João Câmara. No mesmo ano, concelebrou com o Papa João Paulo II na beatificação dos mártires de Cunhaú e Uruaçu.

## Últimos anos e falecimento
Após se tornar pároco emérito em 2006, passou a residir na Granja Betânia, onde colaborou na construção da Capela de Nossa Senhora do Rosário. Comemorou 60 anos de sacerdócio em 2015, com celebração solene presidida pelo arcebispo Dom Jaime Vieira Rocha.
Faleceu em 29 de dezembro de 2017, aos 90 anos, após complicações de saúde decorrentes de um acidente automobilístico ocorrido meses antes. Foi sepultado na Igreja Matriz de Nossa Senhora Mãe dos Homens, com celebração presidida pelo arcebispo e grande participação do clero e da comunidade local.
1. ↑  Abalos registrados na memória. https://tribunadonorte.com.br/natal/abalos-registrados-na-memoria/ Acesso em 14 de Maio de 2025